# Pasquino Cappelli
Pasquino de' Cappelli o Capelli (Cremona, 1340 circa – Pavia, 1398) è stato un politico e umanista italiano al servizio del duca di Milano Gian Galeazzo Visconti. Fu anche amico di Petrarca e fautore della diffusione dell'umanesimo in Lombardia.

## Biografia

### Attività politica

#### Cancelliere di Milano
Membro di una ricca famiglia cremonese, Pasquino de Capelli nacque presumibilmente in quella città intorno al 1340, figlio di un tal Baldassarre. Non si sa nulla della giovinezza del Cappelli, e la prima testimonianza della sua attività politica risale al 1373, quando figura come cancelliere del signore di Milano Galeazzo II Visconti. Dopo la morte del suo patrono, nel 1378, il Cappelli divenne secretarius del figlio di quest'ultimo, Gian Galeazzo, destinato a diventare primo duca di Milano. Tra il 1378 e il 1385 il Cappelli figurò quale principale ambasciatore dell'ambizioso signore, rivestendo ora i panni del diplomatico sia all'estero (Francia, Venezia, Napoli), sia in patria (per mantenere buoni i rapporti tra Gian Galeazzo e lo zio di questi, Barnabò Visconti). Dal 1385 (anno in cui Gian Galeazzo prese il potere, spodestando Barnabò) fino al 1398 (anno della caduta in disgrazia del Cappelli), il politico cremonese fu cancelliere di Gian Galeazzo, mantenendo i contatti con i principali signori dell'epoca e tessendo le fila della diplomazia meneghina.

#### La caduta in disgrazia
La parabola politica del Cappelli terminò bruscamente nel 1398, quando fu accusato di tradimento da Gian Galeazzo per intellighenzia col nemico. Secondo lo storico Bernardino Corio avrebbe venduto delle informazioni militari al marchese di Mantova, ma la ricchezza patrimoniale dello statista milanese e il suo ruolo nel coordinare i dispacci diplomatici con i belligeranti poterono essere delle scusanti per eliminare un potente rivale e rubarne i beni. Gian Galeazzo riservò al presunto traditore una pena terribile, che il Corio ci narra:
(Corio, p. 415)

### Cappelli e l'umanesimo
Pasquino de' Cappelli ebbe profondi interessi nei confronti della cultura umanistica lanciata da Francesco Petrarca, il quale aveva risieduto a Milano tra il 1352 e il 1360 quale ospite dell'arcivescovo Giovanni II Visconti. Non si sa se Petrarca e il Cappelli si conobbero durante la quasi decennale permanenza dell'Aretino in Lombardia, però nel corso degli anni '80 e '90 il cancelliere ducale fu il principale promotore della diffusione dell'umanesimo in Lombardia, rivestendo un ruolo simile a quello di Coluccio Salutati a Firenze. Vero e proprio ponte tra gli insegnamenti del Petrarca e la prima generazione umanistica di Antonio Loschi e Uberto Decembrio, Cappelli era solito riunire il gruppo dei suoi discepoli (tra i quali figuravano Moggio Moggi e Giovanni Manzini) a Pavia. Oltre a rivestire il ruolo di promotore dell'umanesimo in Lombardia, il Cappelli fu anche scopritore di codici e appassionato bibliofilo: oltre a collezionare, in preciosi codici miniati, opere del Petrarca e del Boccaccio, scoprì a Vercelli un codice delle Familiares di Petrarca.